# Hogna medica
Hogna medica là một loài nhện trong họ Lycosidae.
Loài này thuộc chi Hogna. Hogna medica được Mary Agard Pocock miêu tả năm 1889.